# Distretto di Kocaköy
Il distretto di Kocaköy (in turco Kocaköy ilçesi) è uno dei distretti della provincia di Diyarbakır, in Turchia.